# Sommer-Paralympics 2008/Teilnehmer (Katar)
| stlisierte Goldmedaille | stlisierte Silbermedaille | stlisierte Bronzemedaille |
| ----------------------- | ------------------------- | ------------------------- |
| —                       | —                         | —                         |

Katar nahm mit zwei Athleten an den Sommer-Paralympics 2008 im chinesischen Peking teil.
Fahnenträger beim Einzug der Mannschaft war der Powerlifter Ali Abdulla Mohamed. Katar gewann jedoch keine Medaillen.

## Teilnehmer nach Sportart

### Leichtathletik
Männer
- Nasser Saed Al-Sahoti

### Powerlifting (Bankdrücken)
Männer
- Ali Abdulla Mohamed